# Quintanarraya
Quintanarraya är en ort i Spanien.   Den ligger i provinsen Provincia de Burgos och regionen Kastilien och Leon, i den centrala delen av landet, 160 km norr om huvudstaden Madrid. Quintanarraya ligger 935 meter över havet och antalet invånare är 137.
Terrängen runt Quintanarraya är platt åt sydväst, men åt nordost är den kuperad. Runt Quintanarraya är det mycket glesbefolkat, med 4 invånare per kvadratkilometer. Närmaste större samhälle är Huerta del Rey, 5,8 km norr om Quintanarraya. Trakten runt Quintanarraya består till största delen av jordbruksmark.